# Shizhong, Jining
Shizhong är ett stadsdistrikt och säte för stadsfullmäktige i Jining i Shandong-provinsen i norra Kina. Det ligger omkring 140 kilometer söder om provinshuvudstaden Jinan. 